# Loiron-Ruillé
Loiron-Ruillé est une commune française située dans le département de la Mayenne en région Pays de la Loire, peuplée de 2 724 habitants. Elle est créée le 1er janvier 2016 par la fusion de deux communes, sous le régime juridique des communes nouvelles. Les communes de Loiron et Ruillé-le-Gravelais deviennent des communes déléguées.
La commune fait partie de la province historique du Maine, et se situe dans le Bas-Maine.

## Géographie
La commune de Loiron-Ruillé se situe dans le département de la Mayenne, en région Pays de la Loire.

### Climat
Pour des articles plus généraux, voir Climat des Pays de la Loire et Climat de la Mayenne.
En 2010, le climat de la commune est de type climat océanique altéré, selon une étude du CNRS s'appuyant sur une série de données couvrant la période 1971-2000. En 2020, Météo-France publie une typologie des climats de la France métropolitaine dans laquelle la commune est exposée à un climat océanique et est dans la région climatique  Bretagne orientale et méridionale, Pays nantais, Vendée, caractérisée par une faible pluviométrie en été et une bonne insolation. 
Pour la période 1971-2000, la température annuelle moyenne est de 11,1 °C, avec une amplitude thermique annuelle de 13,7 °C. Le cumul annuel moyen de précipitations est de 807 mm, avec 13 jours de précipitations en janvier et 7 jours en juillet. Pour la période 1991-2020, la température moyenne annuelle observée sur la station météorologique de Météo-France la plus proche, sur la commune de Launay-Villiers à 10 km à vol d'oiseau, est de 11,6 °C et le cumul annuel moyen de précipitations est de 862,6 mm,. Pour l'avenir, les paramètres climatiques de la commune estimés pour 2050 selon différents scénarios d'émission de gaz à effet de serre sont consultables sur un site dédié publié par Météo-France en novembre 2022.

## Urbanisme

### Typologie
Au 1er janvier 2024, Loiron-Ruillé est catégorisée bourg rural, selon la nouvelle grille communale de densité à sept niveaux définie par l'Insee en 2022.
Elle appartient à l'unité urbaine de Loiron-Ruillé, une unité urbaine monocommunale constituant une ville isolée,. Par ailleurs la commune fait partie de l'aire d'attraction de Laval, dont elle est une commune de la couronne,. Cette aire, qui regroupe 66 communes, est catégorisée dans les aires de 50 000 à moins de 200 000 habitants,.

## Histoire
Les deux villages sont apparus au XIIe siècle. 
La première mention de Loiron apparaît vers 1110 dans le cartulaire de Ronceray.  Avant le XIIIe siècle. La seigneurie est un fief de la famille de Mathefelon, rattaché à la châtellenie de Saint-Ouen. 
Le village de Ruillé-le-Gravelais apparaît vers 1160 sous la forme de Parrochia Ruillé. Avant la fin du XVIIe siècle, la seigneurie passe par l'acquisition à la vicomté de Terchant qui la conserve jusqu'en 1790. La municipalité, constituée en mars 1795, est favorable aux Chouans. Loiron et Ruillé connaissent des troubles pendant la Révolution : les partisans des Chouans y étant majoritaires, les Républicains sont pourchassés. 
La commune est créée le 1er janvier 2016 par un arrêté préfectoral du 18 novembre 2015, par la fusion de deux communes, sous le régime juridique des communes nouvelles instauré par la loi no 2010-1563 du 16 décembre 2010 de réforme des collectivités territoriales. Les communes de Loiron et Ruillé-le-Gravelais deviennent des communes déléguées et Loiron est le chef-lieu de la commune nouvelle.

## Politique et administration
| Période        | Période  | Identité          | Étiquette | Qualité                                 |
| -------------- | -------- | ----------------- | --------- | --------------------------------------- |
| 5 janvier 2016 | En cours | Bernard Bourgeais | SE        | Cadre bancaire, maire délégué de Loiron |

Jusqu'aux élections municipales de 2020, le conseil municipal de la nouvelle commune est constitué de l'ensemble des conseillers municipaux des anciennes communes. Un nouveau maire est élu début 2016. Les maires des communes déléguées deviennent maires délégués.
| Nom                 | Code Insee | Intercommunalité     | Superficie (km2) | Population (dernière pop. légale) | Densité (hab./km2) |
| ------------------- | ---------- | -------------------- | ---------------- | --------------------------------- | ------------------ |
| Loiron (siège)      | 53137      | CC du Pays de Loiron | 22,92            | 1 801 (2021)                      | 79                 |
| Ruillé-le-Gravelais | 53194      | CC du Pays de Loiron | 16,94            | 931 (2021)                        | 55                 |

## Population et société

### Démographie
L'évolution du nombre d'habitants est connue à travers les recensements de la population effectués dans la commune depuis sa création.
En 2022, la commune comptait 2 724 habitants, en évolution de +3,18 % par rapport à 2016 (Mayenne : −0,73 %, France hors Mayotte : +2,11 %).
| 2014  | 2015  | 2016  | 2021  | 2022  |
| ----- | ----- | ----- | ----- | ----- |
| 2 529 | 2 582 | 2 640 | 2 732 | 2 724 |

### Enseignement
- École privée Saint-Joseph.
- École publique Jean-Moulin.
- École publique Robert-Tatin.

### Manifestations culturelles et festivités
Depuis 1963, la fête des Blés d'or a lieu le troisième dimanche du mois de juillet.

## Activité et manifestations
Marché hebdomadaire le samedi matin.

## Culture locale et patrimoine

### Lieux et monuments
- Château de Terchant.
- Église Saint-Gervais-et-Saint-Protais de Loiron.
- Église Saint-Méen de Ruillé. La nef qui date de l'époque romane a conservé des contreforts plats.
- Fontaine et lavoir Saint-Méen.

### Patrimoine culturel
- Médiathèque Jules-Verne.
- Salle de spectacle Les Trois Chênes.

### Patrimoine naturel
La commune compte deux chemins de randonnée.

### Personnalités liées à la commune
- Jean du Mats de Montmartin (mort en 1625), seigneur de Terchant, gouverneur de Vitré.
- Xavier de Gaulle, frère aîné du général. Il a exercé comme percepteur à Loiron de 1937 à 1939.